# Avatar: The Last Airbender — Into the Inferno
Avatar: The Last Airbender — Into the Inferno (также известна, как Avatar: The Legend of Aang — Into the Inferno) — компьютерная игра в жанре action-adventure, разработанная компанией Halfbrick Studios и выпущенная THQ в 2008 году на игровых консолях Wii, Nintendo DS и PlayStation 2. В основу сюжета игры положен третий сезон мультипликационного сериала «Аватар: Легенда об Аанге» производства Nickelodeon.

## Игровой процесс
Игровой процесс Avatar: The Last Airbender — Into the Inferno достаточно типичен для других игр жанра action-adventure: игрок передвигается по локациям, играя поочередно разными персонажами мультсериала, сражается с противниками и решает простые головоломки.
Примечательно, что версии игры для различных платформ имеют некоторые отличия в построении сюжета, игровой механике и графической стилистике. Так, в версии для Nintendo DS персонажи нарисованы в аниме-стиле «тиби». Катара, одна из главных персонажей игры, способна создавать ледяные мосты; Сокка умеет бросать бумеранг, а Тоф может создавать платформы при помощи магии Земли.
Управление в Wii-версии, которая графически выполнена ближе к стилистике сериала, полностью адаптировано к специфическому управлению приставкой: огонь, воду и камни игрок перемещает при помощи Wii Remote. Аанг может сделать шар из воздуха и бросить его во врага; Тоф, как и в Nintendo DS-версии, создает каменные платформы.
В версиях для всех игровых платформ, доступны к управлению следующие персонажи мультсериала: Аанг, Катара, Сокка, Тоф и Зуко. В качестве боссов выступают: Генерал Мунг, Азула и агенты Дай Ли, Огненный убийца, Озай.